# Törtel
Törtel község Pest vármegyében, a Ceglédi járásban.

## Fekvése
Északon Abonnyal, keleten Kőröstetétlennel, Jászkarajenővel, délen Kocsérral, Nagykőrössel, Nyársapáttal, nyugaton Cegléddel határos.

### Megközelítése
Törtel a főbb útvonalaktól távol helyezkedik el, központjában két, négy számjegyű út, a 4609-es és a 4611-es utak keresztezik egymást. Az előbbi Cegléddel, Kőröstetétlennel, Jászkarajenővel és Tiszajenővel, utóbbi pedig Abonnyal és Nagykőrössel biztosít a településnek közúti összeköttetést. Közigazgatási határszélét egy rövid szakaszon érinti a 4613-as út is.
Vasútvonal nem érinti a települést, az innét legjobban megközelíthető vasútállomás Cegléd vasútállomása. Korábban ugyan keresztülhaladt rajta a Cegléd–Tiszajenő–Vezseny útvonalon közlekedő, keskeny nyomközű Ceglédi Gazdasági Vasút, de azt 1973-ban bezárták.

## Földrajza
A település környéke a Duna–Tisza közi homokhátság, s ezen belül is a Vecsés-Pilis-Cegléd környéki homoklepel részét képezi. Az ősi, kristályos kőzet másfélezer méter mélységben található meg, amely felett a földtörténeti középkor mészkő-képződményei helyezkednek el. Pleisztocén homok, félig kötött homokformák, kötöttebb barnatalaj, és a mélyebb részeken agyag, szik borítja a felszínt. Leghomokosabb része Besnyő és Nyilas, valamint Ludas. A szélhordta homokhátak között található meg az Asszony-, Lir-, Nagy-, Mankós-, Sék-, Czakó-, Mák-, Érsek-, Fekete- és Mantova-halom. A határ legmagasabb pontja, (103 m) a Besnyőben található. A határ többi részén 98 méter körül alakul a tengerszint feletti magasság.
Legjelentősebb élővize a nyugat-keleti irányban haladó Gerje. A déli részén a Nyilas-ér folyik, s a Kőrös-érrel egyesül. Számos mélyedés teszi változatossá a térszint, több vízállás keletkezett. A határnevek is erre utalnak: Nádas, Kákás, Vizjárás, Fehértó, Kákás-tó, Bozód-tó. A ludasi részen található az Árbóz-tó, amely átnyúlik a kőrösi határba.
Törtel jelenlegi területe magában foglalja Nyársapát egykori területéből Besnyőt és Nyilast (2748 ha). A területrendezés 1950-ben történt meg.

## Története
Törtel régi kun telep volt. Nevét a kun Törteltől vette, aki társaival 1290-ben részt vett IV. László király megölésében. Egy 1475-ből való oklevélben Törtelszállása néven említették. Ekkor a halasi székhez tartozott. 1531-ben Törtelt Werbőczy István nyerte királyi adományul. 1559-ben neve szerepelt a török kincstári fejadólajstromokban, ahol a budai livához tartozó községek között sorolták fel, 49 adóköteles házzal. 1690-ben pedig a kun puszták között írták össze. A 18. század elején a kunszentmiklósiak birtoka volt, akiktől csere útján Bábonyi Balogh Antal birtokába került, aki cserébe Bábonyt adta oda a kunszentmiklósiaknak. Az 1754. évi vármegyei nemesi összeírás szerint Balogh Márton, István és Sándor voltak a helység földesurai, 1830-ban pedig Tahy Károlynak is volt egy birtoka. 1843-ban a földesurai a Balogh, a Vida, a Markos, a Helmeczy, a Marton, a Tihanyi, a Fejér, a Tahy, a Fehérváry, a Liptay, és a Brezányi családok voltak, valamint Kőrös városa is. 1846-ban Fejérváry Miklós, özvegy Fejérváryné Csörgeő Amália, Budai András, Tahy Kálmán, Marton Károly, Lipthay József és neje Markos Mária és Fehér Lajos voltak földesurai. Törtel egyik földesura, Marton Károly, a 19. század elején egy 12 tagból álló cigánybandát tartott; ezektől a cigányoktól származtak az ország legkiválóbb zenészei; a Rácz, a Zsákai, a Czenke és Völgyi nevűek. A tagosítás már 1845-ben megtörtént.
A 20. század elején Pest-Pilis-Solt-Kiskun vármegye Abonyi járásához tartozott.
1910-ben 3629 lakosából 3627 magyar volt. Ebből 3249 római katolikus, 329 református volt.

## Közélete

### Polgármesterei
- 1990–1994: Tóth Ferenc (SZDSZ-ASZ)[3]
- 1994–1998: Tóth Ferenc (független)[4]
- 1998–2002: Tóth Ferenc (független)[5]
- 2002–2006: Czeróczki János (független)[6]
- 2006–2010: Czeróczki János (független)[7]
- 2010–2014: Godó János (Fidesz)[8]
- 2014–2019: Godó Tibor (független)[9]
- 2019–2023: Godó Tibor (független)[10]
- 2023–2024: Godó Tibor (független)[11]
- 2024– : Godó János (Fidesz-KDNP)[1]

A településen 2023. május 7-én időközi polgármester-választást (és képviselő-testületi választást) kellett tartani, az előző képviselő-testület január 9-i feloszlása miatt. A választáson két polgármesterjelölt indult, akik közül a hivatalban lévő polgármester nyert. Külön érdekesség, hogy a 6 képviselői helyért szokatlanul sok, 19 fő indult.

## Népesség
A település népességének változása:
| Lakosok száma | 4383 | 4381 | 4264 | 4330 | 4201 | 4206 | 4188 |
|               | 2013 | 2014 | 2018 | 2021 | 2022 | 2023 | 2024 |

A 2011-es népszámlálás során a lakosok 84,1%-a magyarnak, 3,6% cigánynak, 0,2% németnek mondta magát (15,8% nem nyilatkozott; a kettős identitások miatt a végösszeg nagyobb lehet 100%-nál). A vallási megoszlás a következő volt: római katolikus 55,8%, református 7,2%, evangélikus 0,3%, felekezeten kívüli 9,5% (26,4% nem nyilatkozott).
2022-ben a lakosság 87,5%-a vallotta magát magyarnak, 1% cigánynak, 0,2% ukránnak, 0,2% németnek, 0,2% románnak, 0,1-0,1% ruszinnak, 1,3% egyéb, nem hazai nemzetiségűnek (12,4% nem nyilatkozott; a kettős identitások miatt a végösszeg nagyobb lehet 100%-nál). Vallásuk szerint 37,9% volt római katolikus, 6,7% református, 0,3% görög katolikus, 0,2% evangélikus, 0,2% ortodox, 0,5% egyéb keresztény, 1% egyéb katolikus, 11% felekezeten kívüli (41,9% nem válaszolt).

## Nevezetességei
- Törtel egyik legrégibb nevezetessége a világ legnagyobb méretű, 5. század eleji, hun áldozati bronzüstje, mely a Magyar Nemzeti Múzeumban tekinthető meg.
- Római katolikus templomát – 1802-ben építették a temetőben talált gótikus templom köveinek felhasználásával. Klasszicista stílusban épült, 1837-ben szentelték fel.
- 1849 január 24-én Perczel Mór honvédtábornok itt töltötte az éjszakát hadával; másnap, 25-én, innen indultak Cegléd felé és az első összeütközések Ottinger császári tábornok hadával már a helység Cegléd felőli határánál megkezdődtek. Vezetőjükként a törteli születésű Ábrahám János Károlyi-huszár szerepelt, aki Lenkeyvel szökött haza. A Cegléd, illetőleg Abony határában lefolyt ütközet után Ottinger császári tábornok vert hada január 26-án délután Törtelbe érkezett és egészen március 1-jéig itt táborozott. A császári had itteni táborozása alatt Ottinger Pálik István római katolikus plébánost elfogatta és gyalogosan Pestre kísértette, mert a templomban a császáriak a következő szövegű cédulákat találták: „Áldd meg országunkat, mi magyar hazánkat, vezéreld jóra kormányunkat.” Március 1-jén Ottinger fölkerekedvén, Abonyba vonult, ahol Windisch-Grätz hadához csatlakozott.

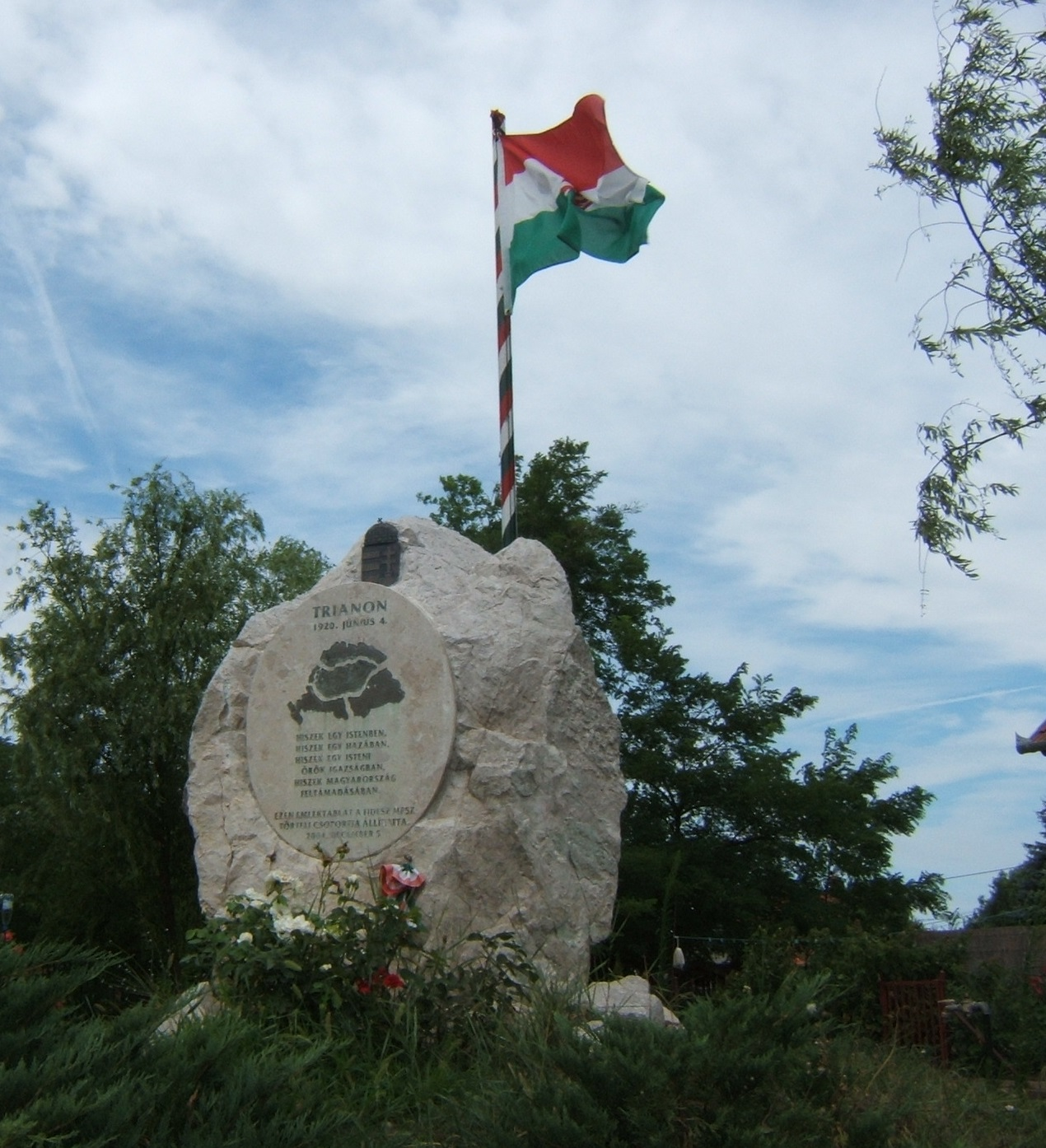
A Trianon-emlékmű

- 2000 augusztusában adták át a református templomot, kertjében Trianon-emlékmű látható.
- Millenniumi emlékpark
- Kulturális központ
- Patik horgásztó
- „Kákás” tanösvény
- „Kákás” horgásztó
- Gerje patak természetvédelmi terület

## Nevezetes emberek
- Itt született Vida László (1770–1831) mecénás, színműíró, Pest vármegyei táblabíró
- Itt született 1903-ban Rideg Sándor író
- az itteni római katolikus temetőben nyugszik az 1852-ben elhunyt Helmeczy Mihály író, a Kisfaludy Társaság tagja, a nyelvújítás jelentős alakja, a Jelenkor szerkesztője, akire a Helmeczi Mihály út neve emlékeztet.